# Wodnicha wonna

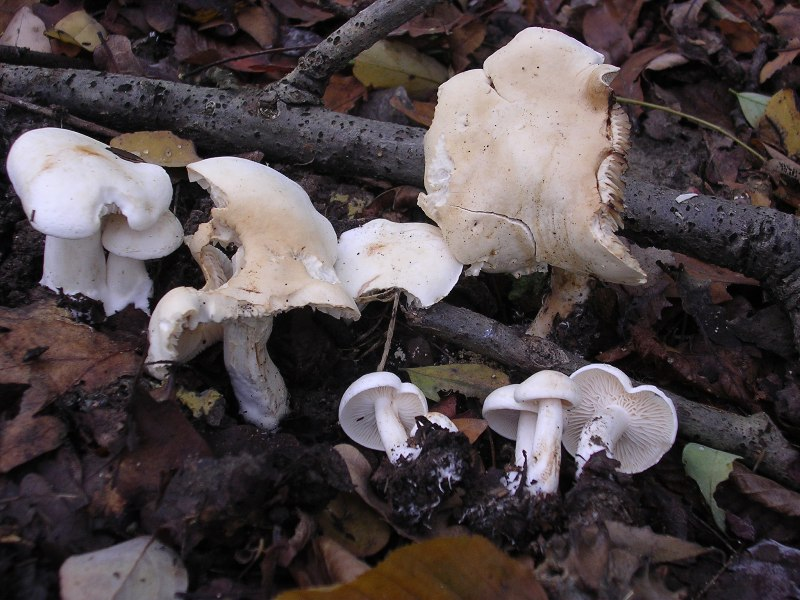

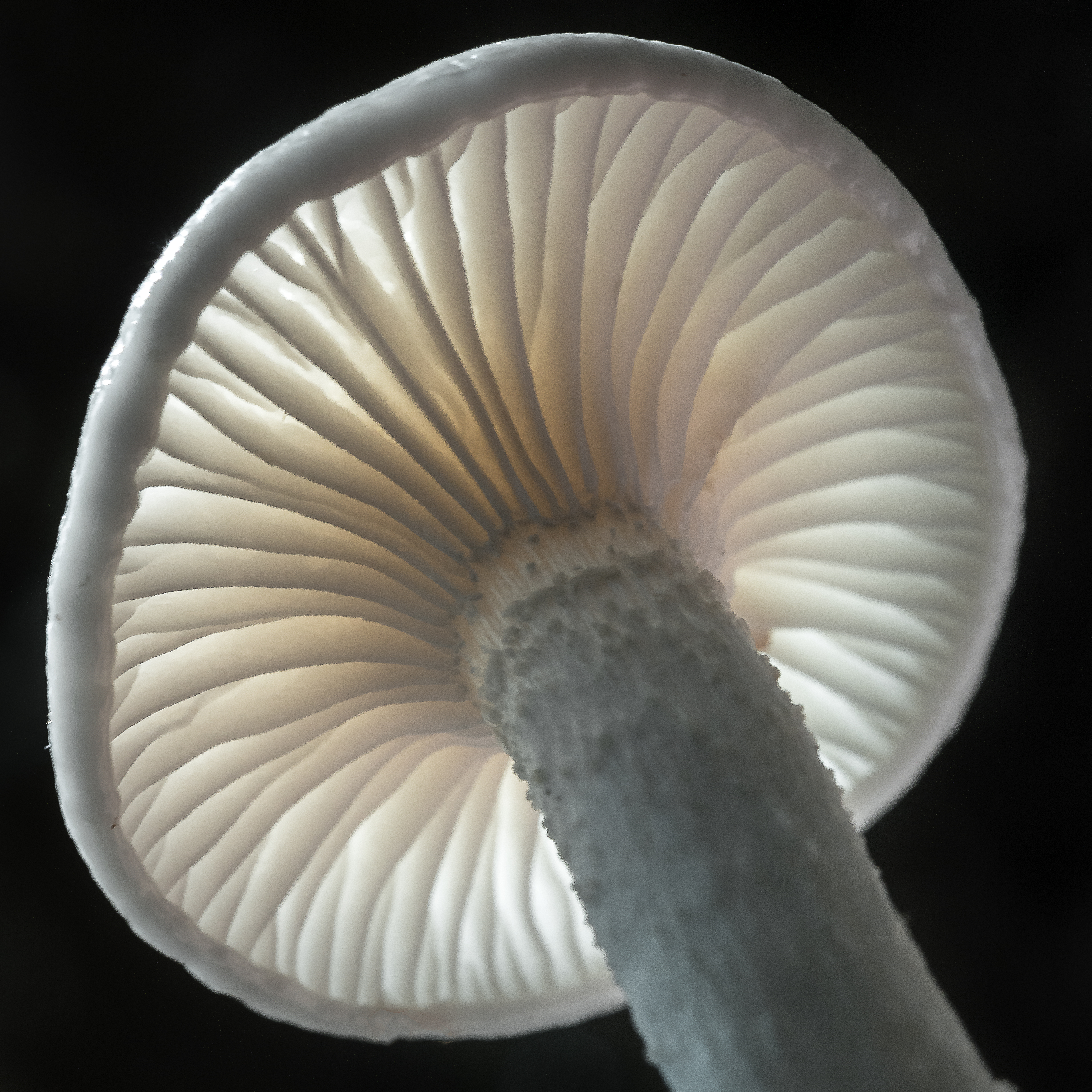

Wodnicha wonna (Hygrophorus cossus (Sowerby) Fr.) – gatunek grzybów z rodziny wodnichowatych (Hygrophoraceae).

## Systematyka i nazewnictwo
Pozycja w klasyfikacji według Index Fungorum: Hygrophorus, Hygrophoraceae, Agaricales, Agaricomycetidae, Agaricomycetes, Agaricomycotina, Basidiomycota, Fungi.
Po raz pierwszy zdiagnozował go w 1798 r. James Sowerby nadając mu nazwę Agaricus cossus. Obecną, uznaną przez Index Fungorum nazwę nadał mu Elias Fries w 1838 r.
Synonimy:

- Agaricus cossus Sowerby 1798)
- Hygrophorus cossus var. quercetorum (P.D. Orton) Bon, Migl. & Cherubini 1989
- Hygrophorus eburneus var. cossus (Sowerby) Quél. 1888
- Hygrophorus eburneus var. quercetorum (P.D. Orton) Arnolds 1986
- Hygrophorus eburneus var. quercuum Arnolds 1985
- Hygrophorus quercetorum P.D. Orton 1985
- Hygrophorus quercuum P.D. Orton 1984
- Limacium cossus (Sowerby) Wünsche 1877
- Limacium eburneum var. cossus (Sowerby) J.E. Lange 1923

Nazwę polską nadała w 1997 r. Barbara Gumińska, Stanisław Domański w 1955 r. używał nazwy oślaz biały, forma cuchnąca.

## Morfologia
Kapelusz
Średnica 3–7 cm, za młodu jest wypukły z podwiniętym brzegiem, później rozpostarty, prawie płaski. Powierzchnia w stanie wilgotnym silnie śluzowata, błyszcząca, w stanie suchym gładka i lepka. Jest biała, u starszych owocników przebarwia się na żółto lub jasnoróżowo.
Blaszki
Dość grube i rzadkie, dość wąskie, z blaszeczkami, szeroko przyrośnięte lub zbiegające. Początkowo są białe, potem kremowe, żółtawe lub brązowawe. Ostrza blaszek równe.
Trzon
Wysokość 4–10 cm, grubość 0,5–1 cm, walcowaty, często o zwężającej się podstawie, pełny. Powierzchnia delikatnie biało oprószona (zwłaszcza na szczycie), biała, u starszych okazów żółknąca lub różowawa. W stanie wilgotnym często widoczny jest lepki pierścień.
Miąższ
W kapeluszu dość cienki, miękki, biały, nie zmieniający barwy po uszkodzeniu. Smak ma łagodny, ale zapach bardzo charakterystyczny, podobny do zapachu gąsienicy trociniarki czerwicy.
Wysyp zarodników
Biały. Zarodniki eliptyczne, gładkie.

## Występowanie i siedlisko
Wodnicha odymiona występuje głównie w Europie, poza nią zanotowana w dwóch miejscach w Ameryce Północnej, oraz w Japonii. W piśmiennictwie naukowym na terenie Polski do 2003 r. notowana na kilku stanowiskach. Jej rozprzestrzenienie w Polsce i stopień zagrożenia nie są znane. W Holandii uznana za gatunek zagrożony.
Siedlisko: lasy iglaste, zwłaszcza świerkowe i liściaste, zwłaszcza bukowe. Owocniki występują od sierpnia do października, zazwyczaj gromadnie, rzadziej pojedynczo.

## Gatunki podobne
Przez niektórych uważana za odmianę wodnichy białej (Hygrophorus eburneus). Podobna jest także wodnicha świerkowa (Hygrophorus piceae).